# Яруро
Пуме (Llaruro, Pumé, Yaruro, Yaruru, Yuapín) — индейский язык, на котором говорит коренной народ яруро вдоль рек Апуре, Мета, Ориноко, Синаруко в штатах Амазонас и Апуре в Венесуэле. Язык недостаточно классифицирован; он может быть языком-изолятом или отдалённо связан с вымершим языком эсмеральда, который относился к семье языков эсмеральда-яруро. Население кроме яруро говорит по-испански.